# Farnezol
A farnezol színtelen, gyöngyvirágillatú folyadék. Nyílt láncú szeszkviterpén (lásd terpenoidok) és alkohol. Vízben nem oldódik, de olajokkal elegyedik. Növényi illóolajokban fordul elő, például hársfavirág, ciklámen, rózsa, balzsamolajok, de a pézsma illatában is. Az illatszeripar használja parfümökben és dezodorokban. Antibakteriális hatása is van.
Szerkezetét 1902-ben, térszerkezetét 1966-ban állapították meg. Fontos szerepe van a gyűrűs szeszkviterpének, a szteroidok és a karotinoidok bioszintézisében. Fény-, levegő- és hőérzékeny, hatásukra farnezállá, farnezánsavvá és más vegyületekké oxidálódik.
Természetes atka elleni szer. Egyben feromon is: a földi pöször (Bombus terrestris) szexuális csalogatóanyaga.